# Droit des contrats en Belgique
Le droit des contrats est la branche du droit civil belge.  Le droit des contrats est lui-même une branche du droit des obligations, tout comme le droit de la responsabilité. 

## Définition
Le contrat est un accord de volontés entre au moins deux personnes en vue de produire des effets dans le domaine du droit.

«  Le contrat est une convention par laquelle une ou plusieurs personnes s'obligent, envers une ou plusieurs autres à donner, à faire ou ne pas faire quelque chose. »

— Article 1101 du Code civil.

## Formation du contrat
La formation du contrat respecte deux grands principes généraux : celui de l'autonomie des volontés et celui du consensualisme.
Le principe d'autonomie des volontés veut que chacun est libre de contracter ou non, libre de contracter avec la personne de son choix et libre de fixer le contenu qu'il entend dans son contrat . La loi, dans l'intérêt général, peut néanmoins prévoir des cas où il est obligatoire de contracter, où on ne peut choisir son cocontractant et elle peut interdire certains contenus.
Le principe du consensualisme signifie que l'accord des volontés n'est soumis à aucune forme déterminée. Pour autant que les parties aient l'intention juridique, le contrat se forme par le simple échanges des consentements. La loi peut néanmoins prévoir des cas où la formation du contrat requiert une forme en sus de l'échange des consentements. On parle alors de contrats solennels. 
La loi peut également imposer un mode de preuve de l'existence du contrat. Ainsi, entre non-commerçants, un contrat d'une valeur supérieure à 375 € ne peut être prouvé que par un acte sous seing privé, c'est-à-dire par un écrit. Il existe aussi une formalité du double et du bon pour.
La loi peut également prévoir un formalisme d'opposabilité aux tiers.

### Les éléments constitutifs du contrat
Pour qu'un contrat soit valablement formé, il faut qu'il y ait l'intention juridique, l'accord de volontés des parties et que les conditions de validité soient respectées.
L'intention juridique, ou animus contrahendi, est la volonté des parties que se produisent les effets de droit que la loi attache au contrat, soit que la méconnaissance des obligations assumées par l'une ou l'autre puisse être sanctionnée par les tribunaux, c'est-à-dire qu'elle puisse donner lieu à l'exécution forcée dans la mesure permise par l'ordre juridique étatique. Il est cependant des domaines de la vie sociale qui échappent par essence au domaine contractuel,. En revanche, dans des domaines normalement réservés au droit, il est possible de ne pas avoir d'intention juridique sur un accord tant que le but n'est pas d'échapper à une législation impérative.
L'accord de volontés est la rencontre entre l'offre et l'acceptation. 
L'offre est une "proposition ferme et définitive qui contient tous les éléments essentiels à la conclusion du contrat, de sorte que celui-ci est formé par la simple acceptation de l'autre partie". L'offre a un caractère obligatoire car l'offrant est tenu de la maintenir pendant un certain délai raisonnable ou fixé avec l'offre. Certaines entreprises sont considérées comme en état d'offre permanente.
L'acceptation est un acquiescement inconditionnel à l'offre. Elle peut être expresse, tacite voire tirée du silence circonstanciée . Le refus de contracter peut parfois constituer une faute en sens de l'article 1382 du Code civil ou un acte contraire aux usages honnêtes en matière commerciale (Article 94/3 de la loi du 14 juillet 1991 sur les pratiques du commerce et sur l'information et la protection du consommateur).
Il existe cinq conditions de validité : le consentement, la capacité, l'objet, la cause et la conformité à l'ordre public et aux bonnes mœurs . Si ces conditions ne sont pas rencontrées, le contrat est nul.

« Quatre conditions sont essentielles pour la validité d'une convention ; 
 Le consentement de la partie qui s'oblige ; 
 Sa capacité de contracter ; 
 Un objet certain qui forme la matière de l'engagement ; 
 Une cause licite dans l'obligation. »

— Article 1108 du Code civil.

#### Le consentement
Même s'il y a accord des parties, il peut ne pas y avoir de consentement. C'est le cas lorsque l'une des parties n'a pas de discernement, la conscience de ses actes, ou en cas d'erreur obstacle, c'est-à-dire quand les parties ont cru s'accorder alors que dans la réalité, leurs volontés se sont croisées sans se rencontrer (ex: le vendeur pense vendre l'immeuble A alors que le vendeur croit acquérir l'immeuble B). L'absence de discernement provoque une nullité relative, c'est-à-dire que seule la partie lésée peut s'en prévaloir. L'erreur obstacle ne provoque la nullité absolue du contrat que si l'erreur est excusable et que l'autre partie a pu légitimement croire en la réalité du consentement exprimé par la première.
Le consentement peut être vicié par une erreur, par un dol ou par la violence. Ces vices entrainent la nullité relative du contrat.
Pour qu'une erreur soit reconnue, il faut : que l'erreur porte sur une qualité substantielle  de l'objet du contrat (par exemple, l'authenticité d'une œuvre d'art) ou du cocontractant (par exemple, les qualifications d'un futur employé) ; qu'elle ait déterminé le consentement, c'est-à-dire que sans cette erreur, jamais le contrat n'aurait été signé; qu'elle soit commune, c'est-à-dire entrée dans le champ contractuel (autrement dit, qu’elle ait été connue des deux parties comme étant essentielle au contrat); et qu'elle soit excusable , c'est-a-dire qu'elle ne provient pas d'une faute commise par la partie dans l'erreur.
Le dol est le fait d'avoir provoqué sciemment une erreur dans le chef de l'autre partie. Pour qu'il y ait dol, il faut : des manœuvres, c'est-à-dire le fait d'avoir sciemment induit l'autre partie en erreur en vue de l'amener à conclure le contrat proposé; des manœuvres ayant déterminé le consentement ; et des manœuvres émanant du cocontractant. Par manœuvres, on entend une mise en scène, un mensonge ou une réticence dolosive (taire sciemment une information que l'on sait importante pour l'autre partie). Un professionnel peut néanmoins "vanter sa marchandise, quitte à verser dans l'excès", on parle alors de dolus bonus. En vertu du principe Fraus omnia corrumpit, la faute de la victime est sans incidence sur la sanction du dol ,.
Le vice de violence requiert : la menace d'un mal grave, illégitime, en vue d'obtenir le consentement, ayant déterminé le consentement, émanant du cocontractant ou d'un tiers. L'abus de l'état de nécessité constitue un vice de violence (ex racheter à très bas prix les biens d'une famille qui doit fuir les territoires occupés pendant la Seconde Guerre mondiale).
Bien qu'il y ait consentement, il peut y avoir une disproportion existant au moment de la formation du contrat entre les prestations réciproques des parties, on parle alors de lésion. La lésion ne constitue pas un vice de consentement. Si une partie profite de l'élément d'infériorité de l'autre, on parle de lésion qualifiée. Les conditions à réunir sont une disproportion manifeste entre les prestations réciproques, un abus d'infériorité et que la disproportion soit le résultat de l'abus d'infériorité.

#### La capacité
Pour qu'un contrat soit valable, il faut le consentement des parties, mais il faut également que les parties aient la capacité de contracter. 
1. Capacité des personnes physiques:

On peut considérer que toute personne à partir de sa naissance obtient la capacité de jouir de droits et obligations mais on peut se demander si toute personne qui a la capacité de jouissance PEUT accomplir n'importe quelle acte juridique. Il y a des exceptions : une première exception concerne les mineurs d'âge (représentation par les parents ou un tuteur). Si un mineur accomplit un acte pour lequel il n'avait pas la capacité d'exercice possibilité de rescision (1305c civ.), celle-ci n’opère que si le mineur semble avoir été lésé. Une seconde exception concerne les incapables (déficient mental, les mineurs prolongés) qui eux sont placés sous un régime de représentation, d'autorisation ou encore d'assistance. La sanction en cas d'accomplissement d'un tel acte sera la nullité relative.
2. capacité des personnes morales

Les personnes morales (par exemple, les entreprises ou les États) ont la pleine capacité pour conclure des actes juridiques, même si certains sont logiquement exclus (par exemple, un contrat de mariage, qui est tout simplement impossible entre deux entreprises).

#### L'objet
L'objet du contrat doit exister, ne doit pas être absolument impossible, doit être licite et doit être déterminé ou déterminable. Le fait que l'objet de l'obligation doit exister n'empêche pas qu'elle puisse porter sur une chose future, qui n'existe pas encore.

#### La cause
La faute ou l'erreur sur la cause amène à une nullité relative.

#### La conformité à l'ordre public et aux bonnes mœurs
« On ne peut déroger, par des conventions particulières, aux lois qui intéressent l'ordre public et les bonnes mœurs. »

— Article 6 du Code civil.
L'exigence de licéité porte tant sur le contenu que la cause du contrat. Si la convention est illicite, n'importe qui peut réclamer l'annulation du contrat, c'est une nullité absolue.
La notion de bonnes mœurs a évolué à tel point qu'aujourd'hui, elle est peu utilisée. Ce qui était immoral au XXe siècle ne l'est pas forcément au XXIe.
À l'inverse, les concepts regroupés sous l'ordre public ont augmenté avec l'avènement de l'État-providence. La notion recouvre le respect des lois, le respect des droits fondamentaux et celui des objectifs de l'État comme la protection de l'environnement, la régulation de l'économie ou la protection de catégories de personnes plus faibles. Le législateur a complété le Code civil de plusieurs législations visant à protéger les parties dites faibles, en particulier la loi du 14 juillet 1991 sur les pratiques du commerce et sur l'information et la protection du consommateur. Le législateur européen pousse également à une plus grande protection du consommateur.
Vu cette inflation de l'ordre public, la doctrine et la jurisprudence distinguent l'ordre public sensu lato, les règles qui "[touchent] aux intérêts essentiels de l'État ou de la collectivité ou qui fixent, dans le droit privé, les bases juridiques fondamentales sur lesquelles repose l'ordre économique ou moral d'une société déterminée", qui protègent l'intérêt général; et les lois impératives qui protègent les intérêts privés.

## Effets du contrat
« Les conventions légalement formées tiennent lieu de loi à ceux qui les ont faites. »

— Article 1134 alinéa 1er du Code civil.
En vertu du principe de la convention-loi ou force obligatoire du contrat, le débiteur est tenu de respecter les obligations qu'il a légalement contractées. Ainsi, une partie ne peut en principe pas unilatéralement revenir, modifier ou mettre fin au contrat qu'elle a conclu. Ce principe comporte des exceptions légales et peut être dérogé par le contrat.
Ainsi, de plus en plus de lois confèrent au consommateur un droit impératif de rétractation aussi appelé droit de renonciation ou droit de repentir sans pour autant que le consommateur n'ait à justifier son changement d'avis. Ce droit reste cependant marginal.
Les contrats à exécution successive sans limitation dans le temps peuvent être résiliés unilatéralement par chacune des parties, il est en effet difficilement concevable que les parties soient liées à vie. Néanmoins, la résiliation doit toujours s'opérer de bonne foi et notamment faire l'objet d'un préavis.
Sauf en cas d'abus de droit, le juge ne peut pas modifier le contrat sous prétexte d'équité. Il peut néanmoins octroyer des délais de grâce ou rééchelonner le paiement d'une dette.
Lorsque l'on cherche à interpréter un contrat, on doit rechercher qu'elle a été l'intention commune des parties contractantes. Le juge ne peut pas refuser d'appliquer le contrat sous prétexte de son interprétation. En cas d'ambiguïté à la lecture du contrat, le juge opte pour l'interprétation utile, celle qui donne le plus d'effets en droit. Si cela ne suffit pas, le juge interprète de façon défavorable à celui qui a stipulé, à la faveur de celui qui a contracté l'obligation.
Sauf dispositions contraires, qu'elles soient légales ou conventionnelles, la somme rédigée dans le contrat est celle qui est appliquée, indépendamment des variations de valeurs et sans indexation.

### Exécution des obligations
En plus des obligations contenues dans le contrat, l'exécution du contrat doit respecter les obligations d'origine légale, celles qui découlent de l'usage et des principes généraux de droit.
On distingue les obligations de moyens des obligations de résultat. L'obligation de résultat est celle en vertu de laquelle le débiteur est tenu de fournir un résultat donné. L'obligation de moyen est celle en vertu de laquelle le débiteur est tenu de mettre en œuvre tous les moyens nécessaires pour aboutir au résultat recherché. La charge de la preuve en cas d'inexécution varie selon qu'il s'agit d'une obligation de résultat ou de moyens. La distinction se fait selon ce que le contrat prévoit ou en vertu du prescrit de la loi. Si ces sources ne classent pas l'obligation, on applique le critère de l'aléa : si l'obtention du résultat escompté dépend avant tout de débiteur, c'est une obligation de résultat, si elle dépend de nombreux aléas, elle est de moyens.

#### Obligations dedare
L'obligation de dare, c'est-à-dire l'obligation de constituer un droit réel ou de transférer un droit réel ou un droit de créance est une obligation purement intellectuelle, elle porte sur un droit et a donc un objet abstrait. Elle a lieu par et au moment de la conclusion du contrat, que le prix ait été payé ou non, que la chose ait été livrée ou non. La loi et les conventions peuvent déroger à ce principe. Il se peut néanmoins que, bien que réalisé entre les parties, le transfert de propriété ne soit pas opposable aux tiers.
En principe, res perit domino, le propriétaire supporte les risques. La loi et les contrats y dérogent régulièrement. 

### Exécution de bonne foi
« [Les conventions] doivent être exécutées de bonne foi. »

— Article 1134 alinéa 3 du Code civil.
La doctrine admet aujourd'hui plusieurs fonctions au principe de la bonne foi : une fonction interprétative, complétive et modératrice. 
La fonction interprétative fait qu'un contrat doit être interprété en se référant à la volonté présumée des parties. De là, on déduit que le contrat contient une obligation de sécurité quant aux personnes et quant aux biens, une obligation d'information etc.
La fonction modératrice, plus généralement appelée théorie de l'abus de droit, impose aux parties un devoir de modération dans l'exercice de leurs droits contractuels. Il y a abus de droit quand une partie exerce son droit dans la seule intention de nuire à autrui, quand elle le fait sans intérêt légitime alors qu'il en résulte un préjudice pour autrui, quand elle choisit la manière d'appliquer son droit la plus dommageable pour autrui ou quand l'avantage reçu par la partie est sans commune mesure avec le désavantage que subit une autre partie. La sanction de l'abus de droit est la réduction de celui-ci à son usage normal ou la réparation du dommage qu'il a causé.